# Hotel Sacher

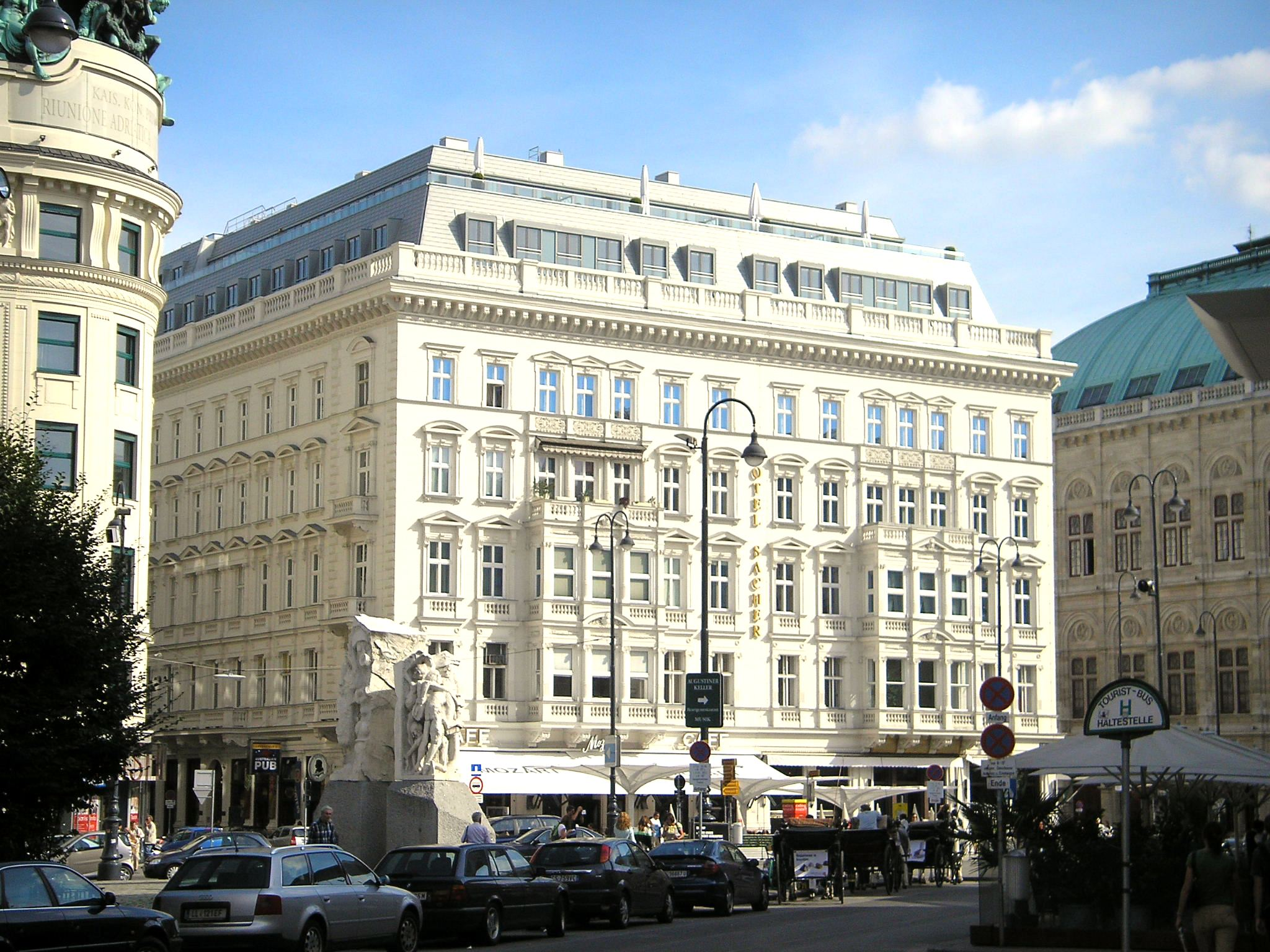
Hotel Sacher vanaf de Albertinaplatz

Het Hotel Sacher is een bekend Weens vijfsterrenhotel achter de Weense Staatsopera aan de Kärntner Straße. Het hotel is vooral bekend door de Sachertorte. Eduard Sacher begon het hotel in 1876.

## Geschiedenis
Het hotel werd in 1876 opgericht door Eduard Sacher (1843-1892). Het werd gebouwd op de plaats waar ooit het huis van Antonio Vivaldi stond. Na de dood van Eduard Sacher werd zijn weduwe Anna Sacher (1859-1930) de hotelbeheerder. Onder haar leiding werd het hotel een van de bekendste hotels van Europa: hier ontmoetten de aristocraten en diplomaten elkaar. In de late negentiende eeuw verbleven hier veel gasten uit het Habsburgse hof onder wie Aartshertog Rudolf. Na de Eerste Wereldoorlog hield Anna Sacher de chique reputatie van het hotel hoog. Ze verleende gulle kredieten aan verarmde edelmannen. Haar bestuur bezorgde het bedrijf financiële problemen en leidde uiteindelijk zelfs tot een faillissement. Het hotel kreeg nieuwe eigenaren. Sinds 1934 is het hotel in handen van de familie Gürtler onder de bedrijfsnaam "Eduard Sacher GmbH & Co OHG". Dit bedrijf is ook eigenaar van de Österreichischer Hof een hotel in Salzburg.
Na de Tweede Wereldoorlog werd Wenen, net als Berlijn, verdeeld in vier bezettingszones. De Britten gebruikten Hotel Sacher als hun hoofdkwartier, ze noemden het The Third Man.